# Lovesexy
Lovesexy es el décimo álbum de estudio del músico estadounidense Prince, publicado el 6 de mayo de 1988 por Paisley Park Records. El disco generó críticas diversas por parte de la prensa especializada. Fue grabado en apenas cuatro meses casi en su totalidad por Prince, contando con la colaboración de algunos músicos invitados como el saxofonista de jazz Eric Leeds.

## Portada
La portada tiene como protagonista a Prince desnudo sobre una flor. La portada generó controversias e inclusive fue censurada en algunos países.

## Lista de canciones
1. "Eye No" (5:47)
2. "Alphabet St." (5:38)
3. "Glam Slam" (5:04)
4. "Anna Stesia" (4:56)
5. "Dance On" (3:44)
6. "Lovesexy" (5:48)
7. "When 2 R in Love" (4:01)
8. "I Wish U Heaven" (2:43)
9. "Positivity" (7:15)